# マシュー・ハーバート
マシュー・ハーバート（Matthew Herbert、1972年 - ) は、イギリスの電子音楽作曲家、DJである。
BBCの録音技師を務めた父のもとに生まれ、幼い頃からピアノとヴァイオリンを学んだ。エクセター大学に在学し、演劇を専攻した後、1995年にウィッシュマウンテン（Wishmountain）名義にて音楽活動を開始する。以降、ハーバート（Herbert）、ドクター・ロキット（Doctor Rockit）、レディオボーイ（Radioboy）、本名のマシュー・ハーバート（Matthew Herbert）など様々な名義を使い分けている。
その作風はミュジーク・コンクレートに大きな影響を受けている。アルバム『Around the House』では洗濯機やトースター、歯ブラシといった日常音を採集し、独自のディープハウスを展開した。また政治色の強いレディオボーイでは、グローバリズムに抗議して、マクドナルドやGAPの商品を破壊した音をサンプリングし、即興的にビートを構築するといったパフォーマンスを行う。
2000年には「Personal Contract for the Composition Of Music (PCCOM)」をマニフェストとして掲げ、サンプルの剽窃行為が横行する今日の音楽制作の状況を批判した。
2005年には、Akeboshiのメジャー・デビュー・アルバム『Akeboshi』にて、ハーバートの楽曲「The Audience」がカバーされた。
2006年2月、ネットワーク上の国家、Country Xを立ち上げる。

## ディスコグラフィ

### ハーバート
アルバム
- 『100パウンズ』 - 100lbs (1996年)
- Parts One Two and Three (1996年)
- Parts Remixed (1996年)
- Around the House (1998年)
- 『ボディリー・ファンクションズ』 - Bodily Functions (2001年)
- Secondhand Sounds (2002年)
- 『スケール』 - Scale (2006年)
- 『ザ・シェイクス』 - The Shakes (2015年)
- Musca (2021年)

EP
- Birds (1996年)
- Part One (1996年)
- Part Two (1996年)
- Part Three (1996年)
- Part Four (1996年)
- Part Five (1996年)
- Classic Herbert (1996年)
- The Antioch Bypass EP (1997年)
- So Now... (1998年)
- We All Need Love (1998年)
- The Last Beat (1999年)
- Suddenly (2000年)
- Leave Me Now (2000年)
- The Audience (2001年)
- Addiction (2002年)
- Moving like a Train (2006年)
- Puzzles EP (2007年)
- Bodily Functions Remixes (2012年)
- Part Six (2014年)
- Part Seven (2014年)
- Part Eight (2015年)

### マシュー・ハーバート
アルバム
- Letsallmakemistakes (2000年)
- Plat du Jour (2005年)
- 『スコア』 - Score (2007年)
- Mahler Symphony X (2010年)
- 『ワン・ワン』 - One One (2010年)
- 『ワン・クラブ』 - One Club (2010年)
- 『ワン・ピッグ』 - One Pig (2011年)
- The End of Silence (2013年)
- The Recording (2014年)
- 『ア・ヌード (ザ・パーフェクト・ボディ)』 - A Nude (The Perfect Body) (2016年)
- A Fantastic Woman (2017年)
- Disobedience (2017年)
- Gloria Bell (2018年)

EP
- On Your Feet (2004年)
- Plat du Jour: The Appetiser EP (2005年)

### ドクター・ロキット
アルバム
- The Music of Sound (1996年)
- Indoor Fireworks (2000年)
- The Unnecessary History of Doctor Rockit (2004年)

EP
- Ready to Rockit EP (1995年)
- Whoosh (1996年)
- D for Doctor (1996年)
- Café De Flore (2001年)
- Veselka's Diner (2003年)
- The Vinyl Resting Place (2004年)

### ザ・マシュー・ハーバート・ビッグ・バンド
アルバム
- 『グッバイ・スィングタイム』 - Goodbye Swingtime (2003年)
- 『ゼアズ・ミー・アンド・ゼアズ・ユー』 - There's Me and There's You (2008年)
- 『ザ・ステイト・ビトウィーン・アス』 - The State Between Us (2019年)

EP
- The Process, the Parts, the Many and the Few (2003年)

### レディオボーイ
アルバム
- Wishmountain Is Dead, Long Live Radio Boy (1997年)
- The Mechanics of Destruction (2001年)

EP
- The Lift Attendants Holiday (1998年)
- London (1999年)
- A Machine Drilling for Oil (2000年)
- Rude Workouts (2003年)

### ウィッシュマウンテン
アルバム
- Wishmountain Is Dead (1998年)
- 『テスコ』 - Tesco (2012年)

EP
- Radio (1996年)
- Video (1996年)
- Wishmountain (1998年)
- Radio 2 (1998年)
- Old Stuff (1998年)
- Nescafe (2012年)
- Dairy Milk (2012年)